# ییندریخ پولاک
ییندریخ پولاک (چکی: Jindřich Polák؛ ۵ مهٔ ۱۹۲۵ – ۲۲ اوت ۲۰۰۳) یک کارگردان فیلم اهل جمهوری چک بود. وی بین سال‌های ۱۹۵۸ تا ۱۹۹۲ میلادی فعالیت می‌کرد.
با آنکه او در ژانرهای گوناگونی فعالیت داشته‌است، اما شهرتش بیشتر در زمینهٔ آثار علمی–تخیلی است.